# Експедиційний швидкісний транспорт класу «Спірхед»
Спірхед»()англ. Spearhead-class expeditionary fast transport — проект швидкісних експедиційних кораблів, призначених для морських перевезень ВМФ США.

## Призначення
Транспорти «Spearhead» призначені для швидкого перекидання військ, техніки та інших вантажів. Осадка менше 4 метрів дозволяє задіювати судна в прибережних операціях і на мілководді. Також на вантажній палубі може бути розгорнутий госпіталь типу EMU або інше спеціальне оснащення. Участь цих транспортів у бойових діях не передбачається тому власне озброєння складається лише з чотирьох установок з 12,7-мм кулеметами M2 по периметру судна.

## Компонування
Одночасно судно може перевозити до батальйону піхоти із технікою. Для техніки призначена вантажна палуба, для людей – кубрики над нею. Загальне навантаження – біля 600 тонн. Вантажна палуба має довжину понад 70 м, ширину – 26 м та висоту – 4,7 м. Загальна площа палуби біля 1900 кв.м. Завантаження техніки здійснюється своїм ходом за допомогою складаної кормової апарелі, встановленої біля правого борту.
Кубрики оснащені 104 ліжками для тривалого перебування десанту. Для коротких відстаней – 312 крісел. Передбачені місця для розміщення багажу і зброї. На борту присутній запас прісної води і провізії. Тривалість плавання з десантом 312 чоловік – 4 доби, із 104 чол. – 14 діб.
Транспорт має гелікоптерну палубу і ангар для середнього гелікоптеру типу SH-60 Seahawk.

## Технічні характеристики
- Екіпаж: 41 особа
- Водотонажність: 1515 тон
- Довжина: 103 метри
- Ширина: 28,5 метрів
- Осадка: 3,83 метри
- Максимальна швидкість: 43 вузли (80 км/год)
- Дальність плавання: 1200 миль (при 35 вузлах)

## Перелік кораблів проєкту
| Назва                           | Закладено          | Спущено на воду        | Прийнято на озброєння | Статус       |
| ------------------------------- | ------------------ | ---------------------- | --------------------- | ------------ |
| USNS Spearhead (T-EPF-1)        | 22 липня 2010      | 12 вересня 2011        | 5 грудня 2012         | На озброєнні |
| USNS Choctaw County (T-EPF-2)   | 8 листопада 2011   | 1 жовтня 2012          | 6 червня 2013         | На озброєнні |
| USNS Millinocket (T-EPF-3)      | 3 травня 2012      | 5 червня 2013          | 21 березня 2014       | На озброєнні |
| USNS Fall River (T-EPF-4)       | 20 травня 2013     | 16 січня 2014          | 15 вересня 2014       | На озброєнні |
| USNS Trenton (T-EPF-5)          | 10 березня 2014    | 30 вересня 2014        | 13 квітня 2015        | На озброєнні |
| USNS Brunswick (T-EPF-6)        | 2 грудня 2014      | 19 травня 2015         | 14 січня 2016         | На озброєнні |
| USNS Carson City (T-EPF-7)      | 31 липня 2015      | 20 січня 2016          | 24 червня 2016        | На озброєнні |
| USNS Yuma (T-EPF-8)             | 29 березня 2016    | 17 вересня 2016        | 21 квітня 2017        | На озброєнні |
| USNS City of Bismarck (T-EPF-9) | 18 січня 2017      | 7 червня 2017          | 19 грудня 2017        | На озброєнні |
| USNS Burlington (T-EPF-10)      | 26 вересня 2017    | 1 березня 2018         | 15 листопада 2018     | На озброєнні |
| USNS Puerto Rico (T-EPF-11)     | 9 серпня 2018      | 13 листопада 2018      | 10 грудня 2019        | На озброєнні |
| USNS Newport (T-EPF-12)         | 29 січня 2019      | 20 лютого 2020         | 3 вересня 2020        | На озброєнні |
| USNS Apalachicola (T-EPF-13)    | 21 січня 2021 року | 13 листопада 2021 року | 16 лютого 2022 року   | На озброєнні |
| USNS Cody (T-EPF-14)            | 26 січня 2022 року | 25 лютого 2022 року    |                       | Будується    |
| USNS Point Loma (T-EPF-15)      |                    |                        |                       | Будується    |
| (T-EPF-16)                      |                    |                        |                       | Замовлено    |